# Liga Europejska w piłce siatkowej mężczyzn 2008
5. edycja Ligi Europejskiej siatkarzy rozpoczęła się 5 czerwca 2008 roku. W fazie grupowej występowało 9 drużyn podzielonych na 2 grupy. Z każdej grupy awansowała najlepsza reprezentacja. W dniach od 18 do 19 lipca w Turcji Portimão rozegrano turniej finałowy. Zwycięzcą została reprezentacja Słowacja, która pokonała w finale Holandię.
Uczestnicy
| Reprezentacja   |
| --------------- |
| Holandia        |
| Niemcy          |
| Portugalia      |
| Turcja          |
| Słowacja        |
| Grecja          |
| Austria         |
| Białoruś        |
| Wielka Brytania |

## Ranking
|    | Team            | Points | G  | W  | L  | SW | SL | Ratio | PW   | PL   | Ratio |
| -- | --------------- | ------ | -- | -- | -- | -- | -- | ----- | ---- | ---- | ----- |
| 1. | Holandia        | 24     | 12 | 12 | 0  | 36 | 11 | 3.273 | 1096 | 951  | 1.152 |
| 2. | Słowacja        | 20     | 12 | 8  | 4  | 29 | 16 | 1.812 | 1025 | 936  | 1.095 |
| 3. | Grecja          | 16     | 12 | 4  | 8  | 21 | 25 | 0.840 | 1019 | 1029 | 0.990 |
| 4. | Portugalia      | 16     | 12 | 4  | 8  | 18 | 26 | 0.692 | 954  | 1003 | 0.951 |
| 5. | Wielka Brytania | 14     | 12 | 2  | 10 | 7  | 33 | 0.212 | 796  | 971  | 0.820 |

|    | Team     | Points | G  | W | L | SW | SL | Ratio | PW   | PL   | Ratio |
| -- | -------- | ------ | -- | - | - | -- | -- | ----- | ---- | ---- | ----- |
| 1. | Niemcy   | 20     | 12 | 8 | 4 | 27 | 18 | 1.500 | 1059 | 970  | 1.092 |
| 2. | Turcja   | 18     | 12 | 6 | 6 | 24 | 24 | 1.000 | 1055 | 1070 | 0.986 |
| 3. | Białoruś | 18     | 12 | 6 | 6 | 22 | 25 | 0.880 | 1059 | 1093 | 0.969 |
| 4. | Austria  | 16     | 12 | 4 | 8 | 19 | 25 | 0.760 | 993  | 1033 | 0.961 |

## Drabinka
|  |                     |           |           |                     |   |          |          |       |
|  | Półfinały           | Półfinały | Półfinały |                     |   | Finał    | Finał    | Finał |
|  | Półfinały           | Półfinały | Półfinały |                     |   | Finał    | Finał    | Finał |
|  | 18 lipca – Portimão |           |           |                     |   |          |          |       |
|  |                     |           |           |                     |   |          |          |       |
|  | Słowacja            | Słowacja  | 3         |                     |   |          |          |       |
|  | Słowacja            | Słowacja  | 3         | 19 lipca – Portimão |   |          |          |       |
|  | Niemcy              | Niemcy    | 2         |                     |   |          |          |       |
|  | Niemcy              | Niemcy    | 2         |                     |   | Słowacja | Słowacja | 3     |
|  | 18 lipca – Portimão |           |           |                     |   | Słowacja | Słowacja | 3     |
|  |                     |           | Holandia  | Holandia            | 1 |          |          |       |
|  | Holandia            | Holandia  | Holandia  | Holandia            | 1 | 3        |          |       |
|  | Holandia            | Holandia  |           |                     |   |          |          |       |
|  | Turcja              | Turcja    | 1         |                     |   |          |          |       |
|  | Turcja              | Turcja    | 1         | Mecz o 3. miejsce   |   |          |          |       |
|  |                     |           |           |                     |   |          |          |       |
|  | 19 lipca – Portimão |           |           |                     |   |          |          |       |
|  |                     |           |           |                     |   |          |          |       |
|  | Niemcy              | Niemcy    | 2         |                     |   |          |          |       |
|  | Niemcy              | Niemcy    | 2         |                     |   |          |          |       |
|  | Turcja              | Turcja    | 3         |                     |   |          |          |       |
|  | Turcja              | Turcja    | 3         |                     |   |          |          |       |

## Półfinały
| 18 lipca 2008 |

|  | Słowacja | 3:2(27:25, 25:21, 13:25, 17:25, 19:17) | Niemcy |  |
|  |          | 3:2(27:25, 25:21, 13:25, 17:25, 19:17) |        |  |

|  | Holandia | 3:1(25:21, 25:19, 31:33, 25:16) | Turcja |  |
|  |          | 3:1(25:21, 25:19, 31:33, 25:16) |        |  |

## Mecz o 3. miejsce
| 19 lipca 2008 |

|  | Niemcy | 2:3(25:23, 25:23, 16:25, 22:25, 13:15) | Turcja |  |
|  |        | 2:3(25:23, 25:23, 16:25, 22:25, 13:15) |        |  |

## Finał
| 19 lipca 2008 |

|  | Słowacja | 3:1(25:21, 25:18, 20:25, 25:23) | Holandia |  |
|  |          | 3:1(25:21, 25:18, 20:25, 25:23) |          |  |

## Nagrody indywidualne
| Najlepszy zawodnik (MVP) | Najlepszy punktujący | Najlepszy atakujący | Najlepszy blokujący | Najlepszy zagrywający | Najlepszy rozgrywający | Najlepszy przyjmujący | Najlepszy libero |
| ------------------------ | -------------------- | ------------------- | ------------------- | --------------------- | ---------------------- | --------------------- | ---------------- |
| Martin Sopko             | Georg Grozer         | Volkan Güc          | Tomáš Kmeť          | Martin Sopko          | Yannick van Harskamp   | Ferdinand Tille       | Jelte Maan       |